# Michael Walchhofer
Michael Walchhofer, född 28 april 1975 i Radstadt, Salzburg, är en österrikisk utförsåkare.

## Karriär
Walchhofer började som slalomåkare men gick sedermera över till störtlopp. Han vann störtloppscupen i världscupen säsongen 2004/05 och 2005/06. Han har även vinster i störtloppen i Wengen, 2005, och i Kitzbühel, 2006.[källa behövs] Vid OS i Turin 2006 åkte han hem en silvermedalj.
Walchhofer vann Bormios störtlopp den 29 december 2010 och blev den förste att vinna tävlingen tre gånger. Har även fyra vinster i Val Gardenas störtlopp. Ett rekord som han delar med Franz Klammer och Kristian Ghedina.